# Vent d'ouest (film)
Pour les articles homonymes, voir Vent d'ouest.
Pour plus de détails, voir Fiche technique et Distribution.
Vent d'ouest (Westerland en allemand) est un film allemand de Tim Staffel, d'après un scénario de Tim Staffel, sorti en 2012. Il a été tourné à l'île de Sylt, la plus nordique des îles de la Frise. Il a été présenté au festival de Berlin en 2012. L'histoire est inspirée du livre de Tim Staffel Jesus und Mohammed.

## Synopsis
À l'île de Sylt en hiver sous la neige, vidée de ses touristes, Cem, stagiaire d'origine turque employé aux services de l'assainissement, héberge Jesús, jeune Allemand paumé et sans domicile fixe. Ce dernier n'a le courage de rien faire et passe son temps à fumer des joints. Une histoire passionnelle naît entre eux, mais Cem va-t-il être son sauveur ou va-t-il s'enfoncer dans le désespoir de Jesús ?

## Fiche technique
- Titre : Vent d'ouest
- Titre original : Westerland
- Réalisation : Tim Staffel
- Scénario : Tim Staffel d'après son roman
- Musique : Alexandra Holtsch et Vicki Schmatolla
- Photographie : Fabian Spuck
- Montage : Ute Schall
- Production : Björn Koll
- Société de production : Achtfeld et Salzgeber & Company Medien
- Pays :  Allemagne
- Genre : Drame et romance
- Durée : 85 minutes
- Dates de sortie : 
  -  Allemagne :  15 février 2012 (Berlinale), 21 mars 2013

## Distribution
- Burak Yiğit : Cem
- Wolfram Schorlemmer : Jesús
- Tamer Arslan : Erol
- Jule Böwe : Tanja, la femme de Tuncay
- Maxim Mehmet : Rupert
- Murat Seven : Tuncay, le frère de Cem